# Guia de turismo

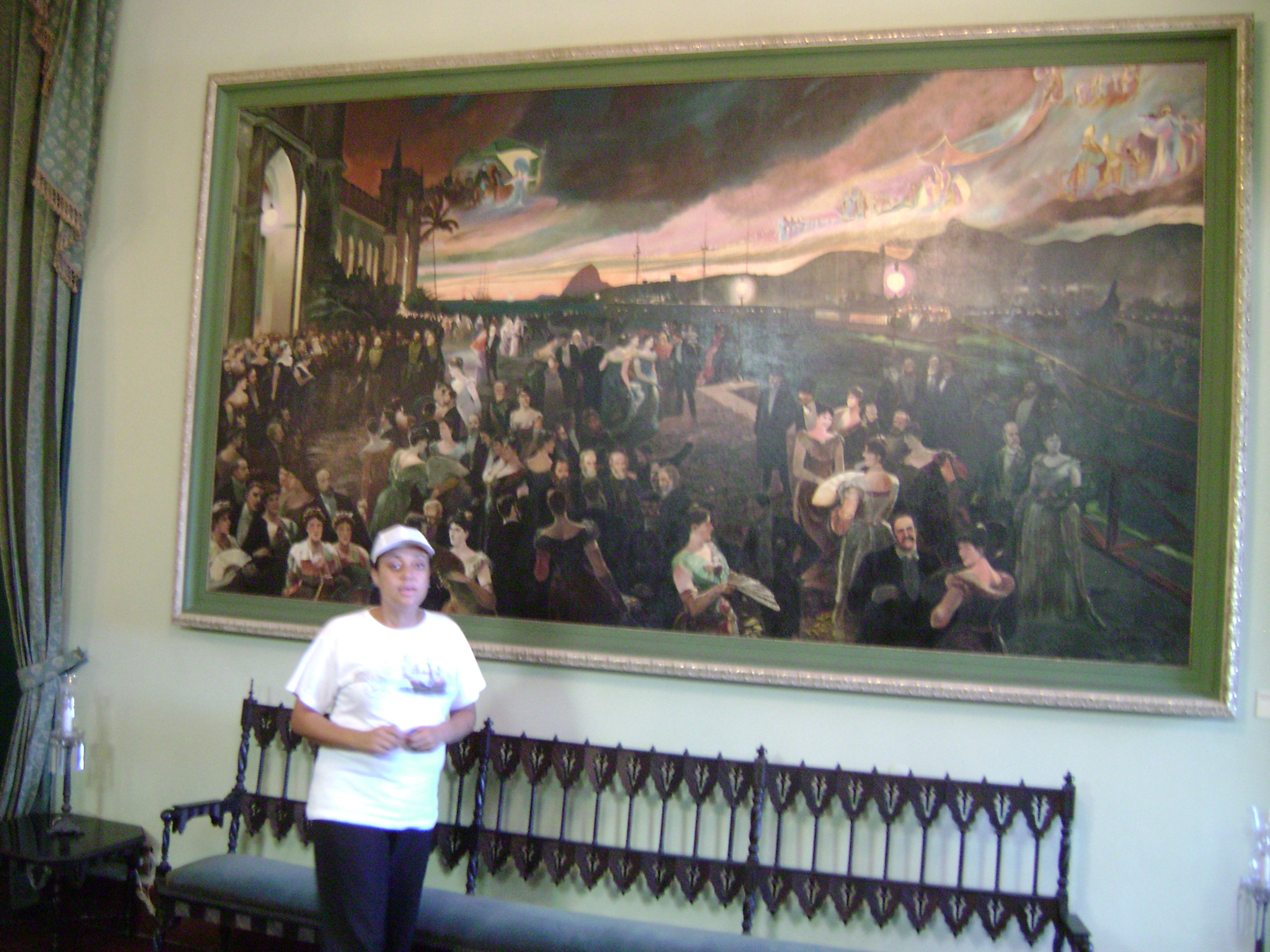
Uma guia de turismo no Espaço Cultural da Marinha durante o trabalho, no Rio de Janeiro.

O guia de turismo é um profissional habilitado para guiar os visitantes por roteiros turísticos.
O guia de turismo é um profissional responsável por acompanhar, orientar e informar turistas durante viagens, passeios ou excursões. Seu trabalho envolve a condução de visitantes em locais turísticos, fornecendo informações sobre a história, cultura e características do destino. Além disso, ele organiza itinerários e garante a segurança e o bem-estar dos viajantes durante a experiência.
Existem diferentes tipos de guias de turismo, dependendo da área de atuação. Alguns guias trabalham em regiões específicas, apresentando os principais atrativos locais, enquanto outros atuam em nível nacional ou internacional, acompanhando turistas em viagens para diversos destinos. Há também guias especializados em segmentos específicos do turismo, como ecoturismo, turismo histórico, gastronômico ou de aventura.

## No Brasil
A profissão de guia de turismo é regulamentada em vários países e, em muitos casos, exige formação específica. No Brasil, por exemplo, é necessário concluir um curso técnico reconhecido e obter registro no Cadastur, um sistema do Ministério do Turismo. Esse registro garante que o profissional está qualificado para exercer a atividade dentro das normas estabelecidas.
Assim como o Turismólogo, é uma profissão regulamentada por lei (lei nº 8623/93) na área de Turismo. Assim, as pessoas que têm interesse em trabalhar nesta profissão devem procurar cursos, em instituições de ensino, devidamente regulamentados pelo Ministério do Turismo.